# Juan Bauptista de Çelayarán y Antxia
Juan Bauptista de Çelayarán y Antxia (Azpeitia, Guipúzcoa, España, 21 de abril de 1624-Azpeitia, 8 de agosto de 1690) fue un noble vasco, descendiente y dependiente de la Casa Solar Infanzona de Celayarán, que se desempeñó como regidor y elector de Cargo habientes en la villa de Azpeitia.

## Biografía

### Familia

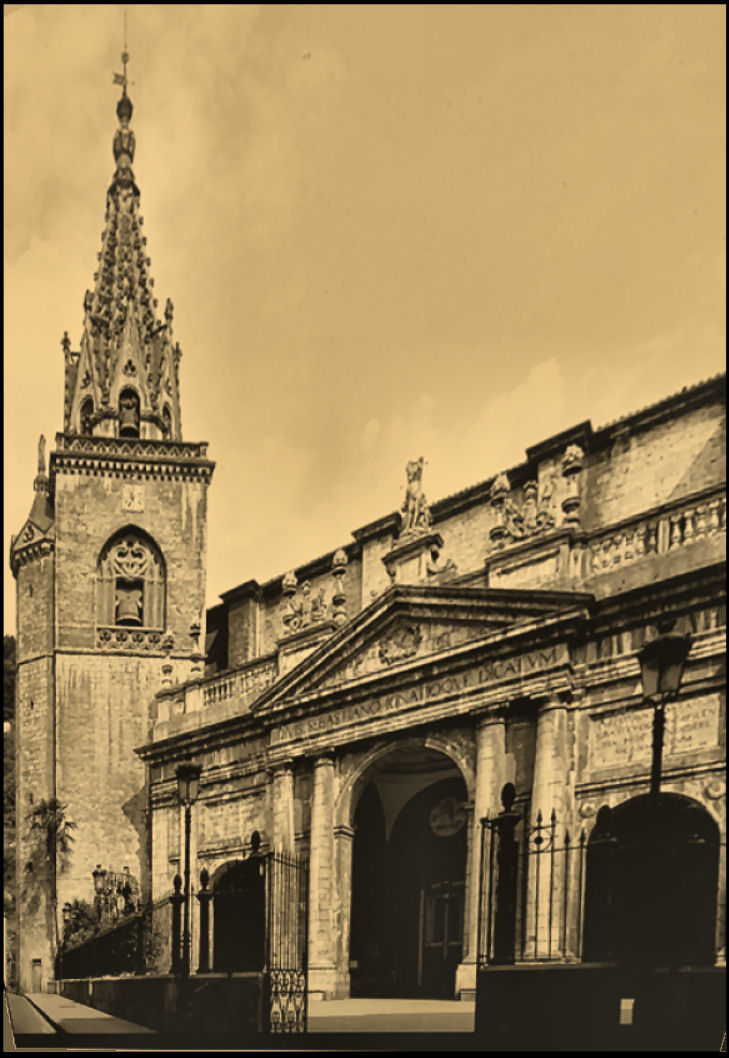
Iglesia de San Sebastián de Soreasu

Juan Bauptista de Çelayarán y Antxia fue bautizado en la iglesia de San Sebastián de Soreasu, parroquial matriz de Azpeitia, el 21 de abril de 1624, siendo sus padres Marina de Antxia y Arviçu y Joan Sanctos de Çelayarán y Çelayarán, de antigua raigambre azpeitiana.
El apellido Antxia tiene diversas variantes ortográficas: Ayncia, Ancia, Antia entre otras, por lo que aquí se utiliza la forma más antigua. Tiene raíz común con Antxieta (Anchieta o Ancheta). Provienen de Aintzi: "aguazal", "cenagal", "pantano".
Era cuarto nieto de Martín de Çelayarán y Emparán, dueño y señor de la Casa Infanzona de Çelayarán en 1510.
Contrajo matrimonio en la misma villa el 13 de junio de 1649 con María Jacinta de Ugarte y Garmendia, hija de Catalina de Garmendia y Arsuaga y de Sevastián de Ugarte y Agramont.  Fueron padres de Ygnacio, Raphael, Simona, Ygnacia, Joseph, Josepha, Bartolomé, Mariana y Domingo de Çelayarán y Ugarte.
Falleció en Azpeitia el 8 de agosto de 1690.
Su descendencia fue vasta y notoria en América a través de su hijo Ygnacio y de sus bisnietos Sebastián y Francisco de Segurola, incluyendo varios presidentes, gobernadores, religiosos y militares de alto rango, ministros nacionales y provinciales, legisladores, etc. de Argentina y/o Bolivia.

### Hidalguía

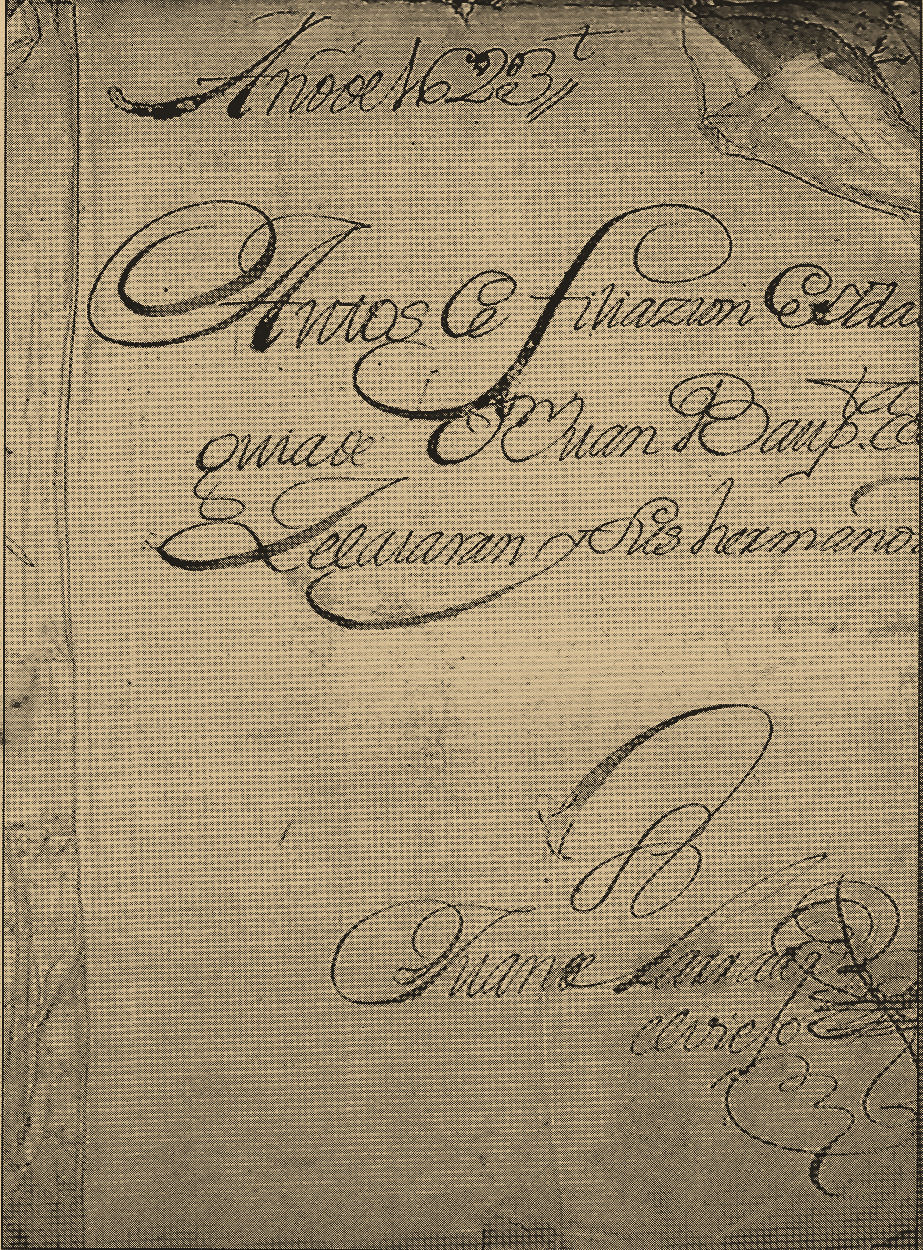
Carátula del expediente de Hidalguía de 1623.

Su padre, Juan Sanctos de Çelayarán y Çelayarán (Azpeitia, 1594-1672), había obtenido carta de Hidalguía en 1641 en un expediente iniciado en Azpeitia en 1623, "aunque es muy público y notorio todavía, porque haya memoria en lo futuro, conviene a mis partes dar información de lo susodicho".

En el pleito que se trata entre Don Juan Bautista y Don Francisco de Zelayarán, Juan y Miguel de Zelayarán (y Aizpuru), sus hermanos; Juan (Sanctos), Nicolás y Miguel de Zelayarán (y Zelayarán), también hermanos con Don Antonio de Altuna, Fiel de esta villa de Azpeitia y Domingo de Cortaberria, sucesor en el dicho oficio sobre la filiación y dependencia de los demandantes y pretensiones que tienen de los derechos de vecindad y para que sean admitidos a los oficios públicos.
Visto los autos, fallo que los dichos demandantes probaron y abrigaron su intención como probar debían, para lo que de yuso se hará mención. Y que en cuanto a ello, el dicho Fiel no justificó cosa alguna para los efectos de su contradicción, en cuya consecuencia debo declarar y declaro a los dichos demandantes por hábiles y capaces de la vecindad de la dicha villa para que puedan gozar como tales de todos los honores y emolumentos que a la dicha vecindad tocan, según y de la manera que todos los demás vecinos de la dicha villa, sin ejecutar cosa alguna y así bien para que sean admitidos en todos los oficios y honores del gobierno de paz y guerra a que sean admitidos los demás hijosdalgo de ella, sin perjuicio del Patrimonio Real y condeno al dicho Fiel, en nombre de la dicha villa, a que los admita a la dicha vecindad y a todos los demás honores que de suso se hace mención. Y no les perturben ni inquieten so pena de veinte mil maravedíes para la cámara de suma justicia.
Y por esta sentencia, juzgando, definitivamente, así lo pronuncio, mando sin costas y las asesorías se cobren de los demandadores.- Mateo de la Reche – el Licenciado Aldoa.
Pronuncióse la sentencia de esta otra parte por el señor alcalde Matheo de la Reche, en Azpeitia a veinte y ocho de setiembre de mil y seiscientos y cuarenta y un años, siendo testigos Ygnacio de Odria, escribano Lacaza de Churriba y Bautista de Eyzaguirre y al pie de ella, la firmé yo, el escribano.
Ante mí,
Juan de Larrar.

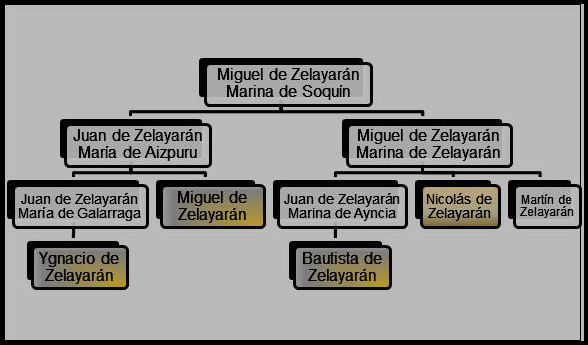
Resaltados en el esquema los litigantes de 1653.

A su vez, Juan Bauptista litigó conjuntamente con sus deudos Miguel, Ygnacio y Nicolás de Çelayarán, todos ellos descendientes de Miguel de Çelayarán y Marina de Soquín, en 1653 contra Bautista de Airnazábal por calumnias e injurias, obteniendo Carta Ejecutoria de la Real Audiencia de Valladolid en 1657:

Vista esta petición, proceso y demás autos de él en el acuerdo por los señores alcaldes del crimen de esta corte en Valladolid a seis días el mes de diciembre de mil y seis cientos y cincuenta y seis años, dijeron ... Juan Bautista, Ygnacio y Miguel de Zelayarán, todos vecinos de la villa de Azpeitia en la provincia de Guipúzcoa, y los dichos Zelayaranes, actores en él sea y se entiende el que les haya de honrar y honre a los susodichos el dicho Bautista de Airnazábal en la forma ordinaria.
 Real Audiencia de Valladolid, 26 de abril de 1657

### Cargos en el Ayuntamiento de Azpeitia

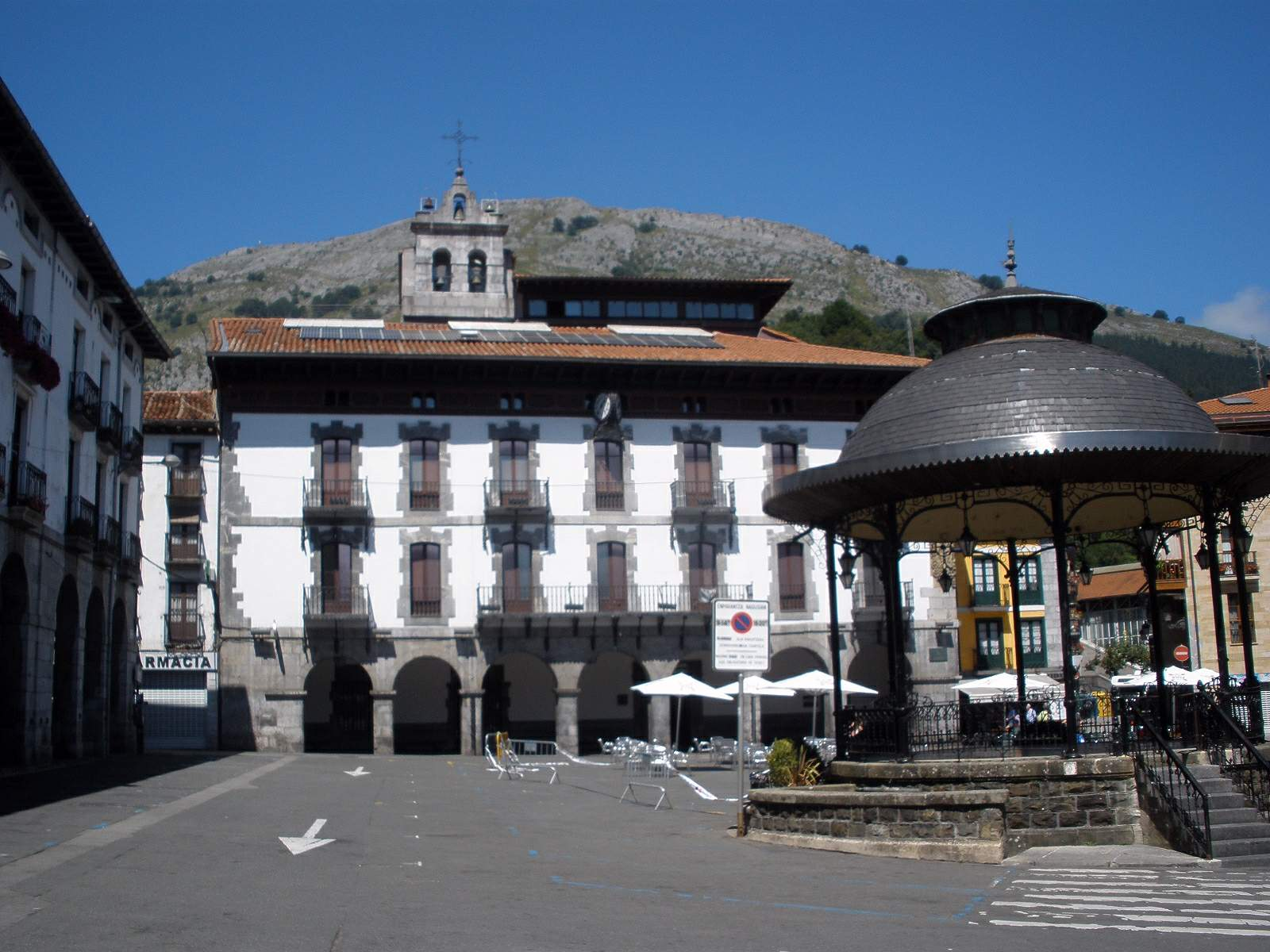
Ayuntamiento de Azpeitia

En el expediente confeccionado en 1776 correspondiente a su bisnieto Sebastián de Segurola y Olidén para cruzarse como Caballero de Calatrava, consta lo siguiente:

Gozes de Don Juan Bauptista de Zelaiarán, bisabuelo paterno materno del Pretendiente.
Y además de lo dicho, justificase la nobleza del pretendiente conque en el Ayuntamiento celebrado por la Justicia y Regimiento en dicha Villa de Azpeitia, salió electo en 29 de septiembre de 1671 años, por Regidor Don Juan Bauptista de Zelaiarán, bisabuelo paterno materno del Pretendiente.
Y también por otro Ayuntamiento, que fue celebrado en dicha Villa y por otra dicha Justicia en el día 29 de septiembre de 1677, volvió a ser electo para el año sucesivo, por Regidor, Don Juan Bauptista de Zelaiarán, bisabuelo paterno materno del Pretendiente.
Y asimismo en el Acuerdo que se celebró en dicha Villa de Azpeitia, por dicha Justicia y Regidores, para nombramiento de electores de Cargo habientes en el día 29 de septiembre de 1682 se nombró por uno de ellos a Don Juan Bauptista de Zelaiarán, bisabuelo paterno materno del Pretendiente, de cuyos acuerdos lo conducente va en autos, desde la vuelta del folio 33 y sigue hasta la del 39 y autorizado con el instrumento que hace fé del Escribano.
OM-Caballeros_Calatrava,Exp.2436

### Bienes raíces
A comienzos de 1696, solo vivían tres de sus nueve hijos: Bartolomé, que era sacerdote; Ygnacio, que fallecería ese mismo año, pocos meses después y Josefa, que casaría en marzo con Rafael de Segurola. Por vía de su contrato matrimonial con Rafael de Segurola, con la carga de convivencia y sustento de Jacinta de Ugarte, su madre, por el resto de sus días, Josefa recibió la totalidad de los bienes raíces de sus padres que eran:

son los dichos bienes: estas casas que al presente habitan, con su fragua y porción de huerta hacia el río y su corral pegante a la huerta de Vicuña; la casa inmediata a ésta por la parte de arriba con su huerta que la retrocedió Don Juan de Larraar que vive en Leyzeaga; más otra casa en la calle del medio que por la parte de arriba confina con las que fueron de Agustín de Antia y por la de abajo con Lavaoechea. Y una tierra de panllevar más arriba del molino de los Soreasu que confina con las piezas que poseen Francisco de Aizpuru y Emparan y María Ana de Corta, su mujer y con las de Norraquín Sorre, que las poseen la Abadesa del Monasterio de esta villa, y dicha tierra es sembradío de media fanega de trigo y se llaman de San Doriban. Idem otra heredad con algunas manzanas en los términos de las heredades de la casa solar de Emparan de abajo que confina por un lado con las tierras sembradías de esta casa y por el otro con las de Zubimuyu y es tierra de nueve zelimines de sembradío de trigo; ídem otras tierras en el mismo paraje junto a la langara de abajo que alindan con tierras de las mismas de Emparan y Zubimuyu y es de media fanega de sembradío.

Además, le pertenecían las caserías de Miranda y Arriagacho, por las cuales estaba en pleito con el Convento de Religiosas de la Purísima Concepción.